# Давід Налбандян
Даві́д Па́бло Налбандя́н (ісп. David Pablo Nalbandian, нар. 1 січня 1982) — колишній аргентинський тенісист-професіонал вірменського та італійського походження. Фіналіст Вімблдонського турніру 2002 року. Найвищу одиночну позицію світового рейтингу — 3 місце досяг 20 березня 2006, парну — 105 місце — 5 жовтня 2009 року. Здобув 11 одиночних титулів. Завершив кар'єру 2013 року.

## Загальна статистика
| W | Ф | ПФ | ЧФ | #Р | КТ | К# | DNQ | A | NH |

### Виступи у турнірах Великого шолома
| Турнір                                 | 2001 | 2002 | 2003 | 2004 | 2005 | 2006 | 2007 | 2008 | 2009 | 2010 | 2011 | 2012 | 2013 | SR     | В-П   | % виграшів |
| -------------------------------------- | ---- | ---- | ---- | ---- | ---- | ---- | ---- | ---- | ---- | ---- | ---- | ---- | ---- | ------ | ----- | ---------- |
| Відкритий чемпіонат Австралії з тенісу |      | 2р   | ЧФ   | ЧФ   | ЧФ   | ПФ   | 4р   | 3р   | 2р   |      | 2р   | 2р   |      | 0 / 10 | 26–10 | 72.22%     |
| Відкритий чемпіонат Франції з тенісу   | К1р  | 3р   | 2р   | ПФ   | 4р   | ПФ   | 4р   | 2р   |      |      |      | 1р   |      | 0 / 8  | 20–8  | 71.43%     |
| Вімблдонський турнір                   |      | Ф    | 4р   |      | ЧФ   | 3р   | 3р   | 1р   |      |      | 3р   | 1р   |      | 0 / 8  | 19–8  | 70.37%     |
| Відкритий чемпіонат США з тенісу       | 3р   | 1р   | ПФ   | 2р   | ЧФ   | 2р   | 3р   | 3р   |      | 3р   | 3р   |      |      | 0 / 10 | 21–10 | 67.74%     |
| В-П                                    | 2–1  | 9–4  | 13–4 | 10–3 | 15–4 | 13–4 | 10–4 | 5–4  | 1–1  | 2–1  | 5–3  | 1–3  | 0–0  | 0 / 36 | 86–36 | 70.49%     |

#### Фінали: 1 (1 поразка)
| Результат | Рік  | Турнір               | Покриття | Суперник       | Рахунок       |
| --------- | ---- | -------------------- | -------- | -------------- | ------------- |
| Поразка   | 2002 | Вімблдонський турнір | Трава    | Ллейтон Г'юїтт | 1–6, 3–6, 2–6 |

### Завершальний чемпіонат сезону
| Турнір    | 2000              | 2001              | 2002              | 2003 | 2004 | 2005 | 2006 | 2007              | 2008              | 2009              | 2010              | 2011              | 2012              | 2013              | SR    | В-П | % виграшів |
| --------- | ----------------- | ----------------- | ----------------- | ---- | ---- | ---- | ---- | ----------------- | ----------------- | ----------------- | ----------------- | ----------------- | ----------------- | ----------------- | ----- | --- | ---------- |
| Фінал ATP | Не кваліфікувався | Не кваліфікувався | Не кваліфікувався | RR   |      | П    | ПФ   | Не кваліфікувався | Не кваліфікувався | Не кваліфікувався | Не кваліфікувався | Не кваліфікувався | Не кваліфікувався | Не кваліфікувався | 1 / 3 | 6–6 | 50.00%     |

#### Фінали на завершальних чемпіонатах сезону: 1 (1 перемога)
| Результат | Рік  | Турнір    | Покриття  | Суперник       | Рахунок                                  |
| --------- | ---- | --------- | --------- | -------------- | ---------------------------------------- |
| Перемога  | 2005 | Фінал ATP | Килим (i) | Роджер Федерер | 6–7(4–7), 6–7(11–13), 6–2, 6–1, 7–6(7–3) |

## Фінали турнірів ATP

### Одиночний розряд: 24 (11 титулів, 13 поразок)
| Легенда                       |
| ----------------------------- |
| Турніри Великого шолома (0–1) |
| ATP World Tour Фінали (1–0)   |
| Тур ATP Мастерс 1000 (2–4)    |
| Тур ATP 500 (1–1)             |
| Тур ATP 250 (7–7)             |

| Титули за покриттям |
| ------------------- |
| Тверде (5–5)        |
| Ґрунт (4–4)         |
| Трава (0–2)         |
| Килим (2–2)         |

| Титули by setting |
| ----------------- |
| Outdoors (6–7)    |
| Indoors (5–6)     |

| Результат | W/L | Дата     | Турнір                                                | Tier               | Покриття   | Опонент               | Рахунок                                  |
| --------- | --- | -------- | ----------------------------------------------------- | ------------------ | ---------- | --------------------- | ---------------------------------------- |
| Поразка   | 1.  | Жов 2001 | Campionati Internazionali di Sicilia, Palermo, Італія | International      | Ґрунт      | Фелікс Мантілья       | 6–7(2–7), 4–6                            |
| Перемога  | 1.  | Кві 2002 | Estoril Open, Estoril, Португалія                     | International      | Ґрунт      | Яркко Ніємінен        | 6–4, 7–6(7–5)                            |
| Поразка   | 2.  | 2002     | Вімблдонський турнір, London, Велика Британія         | Grand Slam         | Трава      | Ллейтон Г'юїтт        | 1–6, 3–6, 2–6                            |
| Перемога  | 2.  | Жов 2002 | Swiss Indoors, Basel, Швейцарія                       | International      | Килим (i)  | Фернандо Гонсалес     | 6–4, 6–3, 6–2                            |
| Поразка   | 3.  | 2003     | Мастерс Канада, Montréal, Канада                      | Masters            | Тверде     | Енді Роддік           | 1–6, 3–6                                 |
| Поразка   | 4.  | Жов 2003 | Swiss Indoors, Basel, Швейцарія                       | International      | Килим (i)  | Гільєрмо Кор'я        | w/o                                      |
| Поразка   | 5.  | Тра 2004 | Мастерс Рим, Rome, Італія                             | Masters            | Ґрунт      | Карлос Моя            | 3–6, 3–6, 1–6                            |
| Поразка   | 6.  | Жов 2004 | Мастерс Мадрид, Madrid, Іспанія                       | Masters            | Тверде (i) | Марат Сафін           | 2–6, 4–6, 3–6                            |
| Поразка   | 7.  | Жов 2004 | Swiss Indoors, Basel, Швейцарія                       | International      | Килим (i)  | Їржі Новак (тенісист) | 7–5, 3–6, 4–6, 6–1, 2–6                  |
| Перемога  | 3.  | Тра 2005 | BMW Open, Munich, Німеччина                           | International      | Ґрунт      | Андрей Павел          | 6–4, 6–1                                 |
| Перемога  | 4.  | Лис 2005 | Фінал ATP, Shanghai, КНР                              | ATP Фінали         | Килим (i)  | Роджер Федерер        | 6–7(4–7), 6–7(11–13), 6–2, 6–1, 7–6(7–3) |
| Перемога  | 5.  | Тра 2006 | Португалія Open, Estoril, Португалія                  | International      | Ґрунт      | Микола Давиденко      | 6–3, 6–4                                 |
| Перемога  | 6.  | Жов 2007 | Madrid Masters, Madrid, Іспанія                       | Masters            | Тверде (i) | Роджер Федерер        | 1–6, 6–3, 6–3                            |
| Перемога  | 7.  | Лис 2007 | Мастерс Париж, Paris, Франція                         | Masters            | Тверде (i) | Рафаель Надаль        | 6–4, 6–0                                 |
| Перемога  | 8.  | Лют 2008 | Argentina Open, Buenos Aires, Аргентина               | International      | Ґрунт      | Хосе Акасусо          | 3–6, 7–6(7–5), 6–4                       |
| Поразка   | 8.  | Бер 2008 | Abierto Mexicano TELCEL, Acapulco, Мексика            | International Gold | Ґрунт      | Ніколас Альмагро      | 1–6, 6–7(1–7)                            |
| Перемога  | 9.  | Жов 2008 | Stockholm Open, Stockholm, Швеція                     | International      | Тверде (i) | Робін Содерлінг       | 6–2, 5–7, 6–3                            |
| Поразка   | 9.  | Жов 2008 | Swiss Indoors, Basel, Швейцарія                       | International      | Тверде (i) | Роджер Федерер        | 3–6, 4–6                                 |
| Поразка   | 10. | Лис 2008 | Paris Masters, Paris, Франція                         | Masters            | Тверде (i) | Жо-Вілфрід Тсонга     | 3–6, 6–4, 4–6                            |
| Перемога  | 10. | Січ 2009 | Sydney International, Sydney, Австралія               | 250 Series         | Тверде     | Яркко Ніємінен        | 6–3, 6–7(9–11), 6–2                      |
| Перемога  | 11. | Сер 2010 | Washington Open, Washington, США                      | 500 Series         | Тверде     | Маркос Багдатіс       | 6–2, 7–6(7–4)                            |
| Поразка   | 11. | Січ 2011 | ATP Auckland Open, Auckland, Нова Зеландія            | 250 Series         | Тверде     | Давид Феррер          | 3–6, 2–6                                 |
| Поразка   | 12. | Чер 2012 | Queen's Club Championships, London, UK                | 250 Series         | Трава      | Марин Чилич           | 7–6(7–3), 3–4 default                    |
| Поразка   | 13. | 2013     | Brasil Open, São Paulo, Бразилія                      | 250 Series         | Ґрунт (i)  | Рафаель Надаль        | 2–6, 3–6                                 |

### Парний розряд: 1 (1 поразка)
| Легенда                       |
| ----------------------------- |
| Турніри Великого шолома (0–0) |
| ATP World Tour Фінали (0–0)   |
| Тур ATP Мастерс 1000 (0–0)    |
| Тур ATP 500 (0–0)             |
| Тур ATP 250 (0–1)             |

| Титули за покриттям |
| ------------------- |
| Тверде (0–0)        |
| Ґрунт (0–1)         |
| Трава (0–0)         |
| Килим (0–0)         |

| Титули by setting |
| ----------------- |
| Outdoors (0–1)    |
| Indoors (0–0)     |

| Результат | Ранг | Дата     | Турнір                                  | Покриття | Партнер           | Опоненти                     | Рахунок  |
| --------- | ---- | -------- | --------------------------------------- | -------- | ----------------- | ---------------------------- | -------- |
| Поразка   | 1.   | Лют 2003 | Argentina Open, Buenos Aires, Аргентина | Ґрунт    | Лукас Арнольд Кер | Маріано Худ Себастьян Прієто | 2–6, 2–6 |